# عمر بطيشة
عمر بطيشة (19 مارس 1943 )، شاعر وإذاعي مصري. الرئيس الأسبق للإذاعة المصرية. من مواليد دمنهور بمحافظة البحيرة في مصر.

## دراسته
حصل على ليسانس آداب قسم اللغة الإنجليزية - من جامعة الإسكندرية 1964، ثم حصل على دبلوم الدراسات العليا من كلية الإعلام جامعة القاهرة – قسم الإذاعة والتليفزيون 1971.
التحق بالبرنامج العام بالإذاعة المصرية عام 1965 و تدرج فيه إلى أن أصبح رئيساً لها
في أثناء ذلك حصل على دبلوم الدراسات العليا من كلية الإعلام جامعة القاهرة عام 1971 بتفوق فكلفته الكلية بتدريس مادة الإذاعة بالكلية عامي 1974 و 1975 في أثناء ذلك أيضا نشرت له هيئة الكتاب ديوان الهجرة من الجهات الأربع عام 1970 ثم بدأ في كتابة الأغنيات بالعامية المصرية لكبار المطربين والمطربات مثل فايزة أحمد ومحرم فؤاد ووردة وسميرة سعيد ومحمد ثروت وفرقة المصريين وفرقة الأصدقاء وميادة الحناوي وغيرهم.
في يناير 1983 بدأ تقديم أهم برامجه الإذاعية شاهد على العصر الذي أحدث صدى واسعاً وتم نشر حوارات حلقاته في سلسلة كتب في أكثر من دار نشر كما قام عمر بطيشة بتقديمه على شاشة قناة النيل الثقافية من 1993 حتى 2001
حصل على عضوية اتحاد الكتاب عام 1984 وهو نفس العام الذي شهد نشر ثاني ديوان شعر بالفصحى بعنوان أغنية إليها من دار مدبولي
انتخب أكثر من مرة رئيساً لجمعية المؤلفين والملحنين من 1998 حتى 2008 ونجح في مضاعفة موراد الجمعية وضم إذاعات وقنوات جديدة إلى سجل مموليها كما أدخل لأول مرة نظام معاشات لأعضاء الجمعية والذي ما زال سارياً حتى اليوم
تولى رئاسة إذاعة الشباب والرياضة عام 1993 فصمم لها خريطة برامجية ما زالت سارية إلى اليوم وجددها بالعديد من العناوين لبرامج وفترات مفتوحة مثل دنيا المنوعات وع الهوا سوا و شبابي في عيون أصحابي وغيرها.
عاد عام 1994 إلى البرنامج العام رئيسا له.. فطوّر خريطة البرامج وأضاف عشرات العناوين الجديدة التي أحدثت ثورة إذاعية في حينها مثل غواص في بحر النغم الذي أسند تقديمه للموسيقار عمار الشريعي وعصر من الغناء الذي أسند تقديمه للإذاعي الكبير جلال معوض والنص الأصلي والفترة الثقافية المفتوحة وصباح الخير وراديو سينما وتسجيلات من زمن فات الذي أسنده لمشيرة كامل و روائع التمثيلياتوغيرها من الأفكار البرامجية الناجحة كما أهدى برنامجه الرمضاني عازم وإلا معزوم لأسرة تنفيذ البرنامج العام ليتناوبوا تقديمه في رمضان من كل عام وأعاد كبار الإذاعيين إلى ميكروفون الإذاعة في يوم له تاريخ في عيد ميلاد الإذاعة

## كشاعر
كتب عمر بطيشة الكثير من الشعر وتغنى بأشعاره فايزة أحمد ووردة الجزائرية وسميرة سعيد وميادة الحناوي وغيرهن. واختير رئيسا لجمعية المؤلفين والملحنين.

### المؤلفات الشعرية
- ديوان الهجرة من الجهات الأربع عام 1970
- ديوان أغنية إليها عام 1984.
- ديوان قصائد حب عام 2001.

### االجوائز
- الجائزة الأولى من الإذاعة المصرية لبرنامج شاهد على العصر كأحسن سهرة حوارية في الإذاعة.
- جائزة أحسن برنامج رمضان (شهر)رمضاني..عشر سنوات متتالية.
- الجائزة الذهبية من مهرجان القاهرة للإذاعة والتلفزيون كأحسن مقدم لفترة مفتوحة من ستوكهولم عن الفترة المفتوحة هرم العلوم مع العالم المصري د.أحمد زويل.

## وصلات خارجية
الإذاعة المصرية